# Liste des plus grands pétroliers
Cette liste présente un classement des plus grands pétroliers au monde, en service ou désarmés.
Tous ces navires sont du même type : il s'agit de transporteurs de pétrole brut, classés comme ULCC (Ultra Large Crude Carrier). Le critère principal est le port en lourd qui permet de comparer la capacité d'emport ; la longueur hors-tout ou la capacité en mètres cubes sont également des critères pouvant être retenus.
Seuls les navires d'un port en lourd de 400 000 tonnes et plus sont retenus. Bien que de nombreux navires aient eu plusieurs noms, seul un nom est indiqué, en général le plus connu.
| Nom                                    | Port en lourd (t) | Capacité (m³) | Dimensions LHT × B × T (m) | Armement                              | Statut                                                    |
| -------------------------------------- | ----------------- | ------------- | -------------------------- | ------------------------------------- | --------------------------------------------------------- |
| Seawise Giant                          | 564 650           | 645 955       | 458,45 × 68,86 × 24,61     | Adélaïde chtinburk                    | Démoli en 2010                                            |
| Pierre Guillaumat                      | 555 051           | 663 000       | 414,23 × 63,05 × 28,603    | Compagnie nationale de navigation     | Démoli le 19 octobre 1983                                 |
| Prairial                               | 554 954           | 667 380       | 414,22 × 63,05 × 28,6      | Compagnie nationale de navigation     | Démoli en 2003                                            |
| Batillus Bellamya                      | 553 662           | 663 813       | 414,22 × 63,01 × 28,5      | Société maritime Shell (Shell France) | Démolis resp. en décembre 1985 et janvier 1986            |
| Esso Atlantic Esso Pacific             | 516 895           | 610 759       | 406,59 × 71,01 × 25,29     | Esso                                  | Démolis en 2002                                           |
| Sea World                              | 498 998           | 597 000       | 364,05 × 79,04 × 24,02     | Seatankers Management                 | Démoli en 2003                                            |
| Arctic Blue                            | 484 276           | 573 345       | 378,85 × 62,06 × 28,2      | Tanker Pacific Management             | Démoli                                                    |
| Globtik London Globtik Tokyo           | 483 960           | ?             | 378,88 × 62,06 × 28,2      | ?                                     | Démoli en 1985 et 1986                                    |
| Stena Queen Stena King                 | 457 841           | 556 221       | 378,42 × 68,05 × 25        | Stena Line                            | Démolis en 2003                                           |
| Esso Mediterranean                     | 457 062           | ?             | 378,39 × 68,06 × 25,5      | Esso                                  | Démoli en 2002                                            |
| Esso Carribean                         | 456 368           | 571 210       | 378,39 × 68,08 × 25,04     | Esso                                  | Démoli en 2002                                            |
| TI Oceania TI Asia TI Africa TI Europe | 442 470           | 500 282       | 380 × 68 × 24,5            | Oceania Tanker                        | En service, TI Africa et TI Asia converti en FPSO en 2010 |
| Coraggio                               | 423 798           | ?             | 378,04 × 69,1 × 23         | Pluto S.p.A. Di Navigazione           | Démoli en 1985                                            |
| Berge Emperor Empress Des Mers         | 423 697           | 513 679       | 381,82 × 68,08 × 22,9      | Bergesen                              | Démolis en 1986 et 2004                                   |
| Mira Star                              | 423 638           | 523 219       | 378,01 × 69,04 × 23        | Vela International Marine             | Démoli en 2001                                            |
| Hellespont Grand                       | 421 677           | 499 580       | 378,01 × 69,07 × 22,9      | Papachristidis                        | Démoli en 1986                                            |
| Pacific Blue                           | 414 366           | 513 083       | 370 × 70,06 × 22,6         | Tanker Pacific Management             | Démoli en 2002                                            |
| Polaris Voyager                        | 413 157           | 502 859       | 365,86 × 70,06 × 22,9      | ChevronTexaco                         | Démoli en 2002                                            |
| Kapetan Hiotis                         | 413 098           | 502 768       | 365,86 × 70,06 × 22,9      | Ceres Hellenic                        | Démoli en 2002                                            |
| Hellespont Embassy                     | 413 009           | 513 038       | 365,86 × 70,06 × 22,9      | Papachristidis                        | Démoli en 2003                                            |
| Kapetan Hatzis                         | 412 595           | 502 768       | 365,86 × 70,06 × 22,9      | Ceres Hellenic                        | Démoli en 2002                                            |
| Media Star                             | 411 506           | 489 086       | 362,01 × 70 × 22,3         | Vela International Marine             | Démoli en 2002                                            |
| Auriga                                 | 410 590           | 536 298       | 378,01 × 69,04 × 22,97     | Vela International Marine             | Démoli en 2001                                            |
| Nai Superba                            | 409 400           | ?             | 381,92 × 63,3 × 23,4       | ?                                     | Démoli en 2000                                            |
| Esso Japan                             | 406 639           | ?             | 362 × 70 × 22,2            | Yemen Shipping                        | Converti en FSO sous le nom de Safer en 1987.             |
| Olympia Spirit                         | 406 256           | 499 062       | 362 × 70,1 × 22,15         | Care Offshore                         | En service                                                |
| Marine Atlantic Marine Pacific         | 404 531           | 476 997       | 362,14 × 69,49 × 22,8      | Marine Transport                      | Démoli en 2004 / En service                               |
| Sovereign                              | 402 932           | ?             | 381,92 × 63,3 × 23,4       | Frontline Management                  | Démoli en 2000                                            |